# Фирюлин, Иван Иванович
Иван Иванович Фирюлин (род. 10 сентября 1954, Липовка, Пензенская область) — российский агроном

, государственный и политический деятель. Депутат Государственной Думы VII созыва, член фракции «Единая Россия», член комитета Госдумы по региональной политике и проблемам Севера и Дальнего Востока.

## Биография
В 1973 году получил средне-техническое образование окончив Пензенский сельскохозяйственный техникум. В 1979 году получил высшее образование по специальности «агрономия», получил квалификацию «ученый-агроном», заочно окончив Пензенский сельскохозяйственный институт. В 2002 году защитил диссертацию на соискание учёной степени кандидата сельскохозяйственных наук. С 1973 по 1978 год работал в совхозе «Путь к коммунизму», сначала в должности агронома-семеновода, позже в должности главного агронома. С 1978 по 1985 год работал в совхозе «Спутник» Башмаковского района в должности главного агронома. С 1985 по 1991 год работал в совхозе «Петровский» Башмаковского района в должности директора. В 1992 году совхоз изменил статус и стал народным предприятием, которым продолжил руководить И. И. Фирюлин. Позже организация ещё раз сменила статус и стала называться сельскохозяйственный производственный кооператив «Петровский», который с 1997 по 2012 год возглавлял Фирюлин в должности председателя СПК.
В декабре 2007 года баллотировался в депутаты Законодательного Собрания области по одномандатному избирательному округу № 6, в результате подсчёта голосов избран депутатом Законодательного собрания Пензенской области.
С 2012 по 2013 год работал в должности министра сельского хозяйства Пензенской области. После отставки возобновил работу в СПК «Петровский» работал в качестве заместителя председателя по животноводству и кадровым вопросам с 2013 по 2016 год.
В сентябре 2016 года баллотировался в Госдуму по спискам «Единой России», в результате распределения мандатов стал Депутатом Государственной Думы VII созыва.

## Законотворческая деятельность
С 2016 по 2019 год, в течение исполнения полномочий депутата Государственной Думы VII созыва, выступил соавтором 13 законодательных инициатив и поправок к проектам федеральных законов.

## Награды и звания
- Заслуженный работник сельского хозяйства РФ[9]
- Грамота министерства сельского хозяйства и продовольствия РФ[9]
- Почётный гражданин Башмаковского района Пензенской области[9]
- Почётный знак «Во славу земли Пензенской»[9]
- Бронзовая медаль ВДНХ[10]